# Claude Foisy
Claude A. Foisy (* 1955 in Montreal, Québec, Kanada) ist ein kanadischer Komponist.

## Leben
Claude Foisy studierte Klassische Musik an der „Ecole de Musique Vincent d’Indy“, bevor er mit einem Bachelor in Jazzmusik an McGill University graduierte, um anschließend für kanadische Musiker wie Veronique Beliveau, Manuel Tadros, Serge Mondor und Marie-Claire Seguin als Pianist und Dirigent in Kanada und Europa zu arbeiten. Neben seinen Touren von 1989 bis 1994 durch Europa und den Mittleren Osten, wo er UN-, US- und kanadische Truppen als Musiker unterhielt, begleitete er den kanadischen Zirkus Cirque du Soleil 1992 als Musikdirektor durch ihre Tour in der Schweiz und Kalifornien.
Während Foisy 1993 beim Dreh des Fernsehfilms Zelda in Montreal mitarbeitete, lernte er die Produzentin Kim Long kennen, in die er sich verliebte und 1995 mit zu ihr nach Hollywood zog. Mittlerweile sind beide nicht nur verheiratet und haben zwei gemeinsame Kinder, über Longs Kontakte konnte Foisy auch Fuß im Filmgeschäft fassen. So komponierte er seitdem einerseits für Filme wie 2002 – Durchgeknallt im All, Pontypool, Wrong Turn 3: Left For Dead und Wrong Turn 4: Bloody Beginnings und andererseits für Serien wie Ghost Stories, First Wave – Die Prophezeiung und 4400 – Die Rückkehrer.

## Filmografie (Auswahl)
- 1993: Zelda[1]
- 1995: Hart aber herzlich – Max’ Vermächtnis (Hart to Hart: Two Harts in 3/4 Time)
- 1996: Hart aber herzlich – Jonathan unter Mordverdacht (Hart to Hart: Harts in High Season)
- 1996: Hart aber herzlich – Operation Jennifer (Hart to Hart: Till Death Do Us Hart)
- 1997–1998: Ghost Stories (Fernsehserie, 44 Episoden)
- 1998–2001: First Wave – Die Prophezeiung (First Wave, Fernsehserie, 66 Episoden)
- 2000: Jailbait – Auf der High School ist die Hölle los (Jailbait)
- 2001–2002: Outer Limits – Die unbekannte Dimension (The Outer Limits, Fernsehserie, drei Folgen)
- 2002: 2002 – Durchgeknallt im All (2001: A Space Travesty)
- 2002: Wenn wir uns wieder sehen (We’ll Meet Again)
- 2003: Vergiss die Toten nicht (Before I Say Goodbye)
- 2004–2007: 4400 – Die Rückkehrer (The 4400, Fernsehserie, 22 Episoden)
- 2004: Das fremde Gesicht (I’ll Be Seeing You)
- 2004: Die Wahrheit über Jenny Rand (Try to Remember)
- 2005: Snake Man (The Snake King)
- 2005: White Noise – Schreie aus dem Jenseits (White Noise)
- 2006: Not My Life
- 2007: Reckless Behavior: Caught on Tape
- 2008: Kiss Me Deadly
- 2008: Auf der Jagd nach der Monster Arche (Monster Ark) (Fernsehfilm)
- 2008: Pontypool
- 2009: Menschenfresser – Das Monster will Nahrung (Maneater)
- 2009: Die Doomsday Gleichung (Annihilation Earth)
- 2009: Die Geisterstadt (Ghost Town)
- 2009: Star Runners (Fernsehfilm)
- 2009: Wrong Turn 3: Left For Dead
- 2011: Wrong Turn 4: Bloody Beginnings (Wrong Turn 4)
- 2012: Wrong Turn 5: Bloodlines
- 2013: Robocroc (Fernsehfilm)
- 2014: Wrong Turn 6: Last Resort
- 2015: Roboshark (Fernsehfilm)
- 2015: Lake Placid vs. Anaconda (Fernsehfilm)
- 2016: Countdown – Ein Cop sieht rot (Countdown)
- 2016: Eliminators